# Primal Carnage
Primal Carnage is een first-person shooter ontwikkeld door Lukewarm Media en uitgegeven op 29 oktober 2012 door Reverb Publishing.

## Gameplay
Op een eiland zijn opnieuw dinosauriërs gekweekt en geboren. Ze zijn echter ontsnapt en hebben hun bewaarders gedood. Een groep huurlingen zijn naar het eiland gestuurd om de dino's te doden. De speler bestuurt tijdens het spel een huurling of een dinosaurus. Er bestaan een aantal verschillende klassen aan beide kanten waar de speler uit kan kiezen.

## Huurlingen
De huurlingen hebben deze klassen:
- Commando: Een voormalig militair piloot, genaamd Marcus Tyler, die gebruikmaakt van een aanvalsgeweer met daarop een M203 gemonteerd. Dit is een echte aanvalsklasse.
- Scientist: Moira Hart is een Brits parkwachter van een natuurgebied in Botswana. Ze gebruikt voornamelijk een jachtgeweer die sterk genoeg is om een Dilophosaurus in één schot dood te schieten. Haar tweede wapen is een verdovingsgeweer die gebruikt wordt om dinosauriërs te desoriënteren.
- Pathfinder: Joseph Crane is een Indiaanse natuurgids die in Canada woont. Zijn wapen is een hagelgeweer die vijanden van dichtbij veel schade toebrengt. Tevens draagt hij vijf lichtkogels bij zich die dinosauriërs verblinden.
- Trapper: Jackson Stone is een Australische stroper. Zijn wapens zijn twee pistolen en een netgeweer, dat een net afschiet op dinosauriërs. Kleine dino's kunnen hierin gevangen worden zodat ze voor een korte tijd niet kunnen bewegen en gevoelig zijn voor aanvallen. Bij grote dino's komt het net over de mond te zitten, zodat ze hun primaire aanvallen tijdelijk niet kunnen uitvoeren.
- Pyromaniac: Angus McLaughlin, een Schotse houthakker, vecht met een "vlammenzaag", een combinatie van een vlammenwerper en een kettingzaag. Dinosauriërs die geraakt zijn door het vuur branden nog een tijdje na, wat met de tijd schade doet. Tevens draagt Angus drie scherfhandgranaten bij zich die exploderen als ze iets raken.

## Dinosauriërs
- Tyrannosaurus: De Tyrannosaurus is de tank klasse. Deze dinosaurus is groot en langzaam, maar doet wel gigantisch veel schade en kan veel schade ontvangen. De primaire aanval is het opeten en doorslikken van mensen.
  - Spinosaurus: De Spinosaurus is een subklasse van de Tyrannosaurus die de T-Rex vervangt in de modus "Get to the Chopper". Het grootste verschil tussen beiden in dat de Spinosaurus vooral veel aanvalt met zijn klauwen en sneller kan lopen.
- Novaraptor: De Novaraptor is een niet bestaande dinosaurussoort die verzonnen is voor dit spel. In het spel is de Novaraptor een hybride van verschillende soorten binnen de Dromaeosauridae. Dit is de standaard aanvalsklasse. Novaraptors rennen heel snel en kunnen hoog springen. Ze vallen vooral aan met hun klauwen en kunnen van veraf een vijand bespringen en de nek doorbijten. 
  - Oviraptor: In het spel is de Oviraptor puur een visueel andere klasse. De Oviraptor is buiten het uiterlijk, volledig hetzelfde als de Novaraptor.
- Dilophosaurus: De Dilophosaurus is een klasse die gebouwd is om onverwachts aan te vallen. In het spel is de Dilophosaurus giftig en kan vanaf een afstand gif in de ogen van een tegenstander spuiten om ze tijdelijk te verblinden. Ze zijn relatief klein en kunnen zich dus gemakkelijk in hoog gras verbergen.
  - Cryolophosaurus: Net zoals de Oviraptor is de Cryolophosaurus alleen een visuele verandering. Verder is de klasse hetzelfde als de Dilophosaurus.
- Pteranodon: De Pteranodon is de enige vliegende klasse. Op de grond zijn ze erg langzaam maar in de lucht zijn ze de snelste klasse in het spel. De Pteranodon valt aan vanuit de lucht. Tevens kan de Pteranodon vijanden oppakken en naar boven tillen. Op een dodelijke hoogte wordt de vijand losgelaten om zo te pletter te vallen. Doordat de Pteranodon een scoutklasse is, kunnen vijanden gemarkeerd worden door te dinosaurus zijn roep te gebruiken. Deze vijanden zijn dan ook zichtbaar door obstakels heen.
  - Tupandactylus: Net zoals de Oviraptor en Cryolophosaurus is de Tupandactylus alleen een visuele verandering.
- Carnotaurus: De Carnotaurus is een klasse die gebouwd is op het rammen van vijanden met zijn hoofd. Vanuit stilstand duurt het even voordat de Carnotaurus op volle snelheid rent, maar wanneer hij dat doet is hij sneller dan elke menselijke klasse en kan hij vijanden doden met zijn schedel door in ze te rennen.

## Speltypen
Er zijn in het spel drie speltypen:
- Team Deathmatch: In Team Deathmatch is het de bedoeling dat er zoveel mogelijk vijanden worden gedood. Het spel is afgelopen wanneer het totaal aantal punten is bereikt of als de tijd afgelopen is.
- Get to the Chopper: In Get to the Chopper moeten de menselijke spelers een aantal punten overnemen om uiteindelijk bij een ontsnappingshelikopter te kunnen komen. De Dinosauriërs moeten voorkomen dat de mensen de punten overnemen door ze te doden. Het spel is afgelopen wanneer de tijd is verstreken of als het menselijke team heeft kunnen ontsnappen.
- Capture the Egg: In Capture the Egg moeten de mensen een drietal eieren verzamelen en terugbrengen naar hun basis. Het team van dinosauriërs moet de eieren verdedigen. Capture the Egg is alleen beschikbaar op de map "Forgotten Outpost", waar Brachiosaurussen, de enige NPC's in het spel, soms buiten de map langslopen.